# Grüner Igelwurm

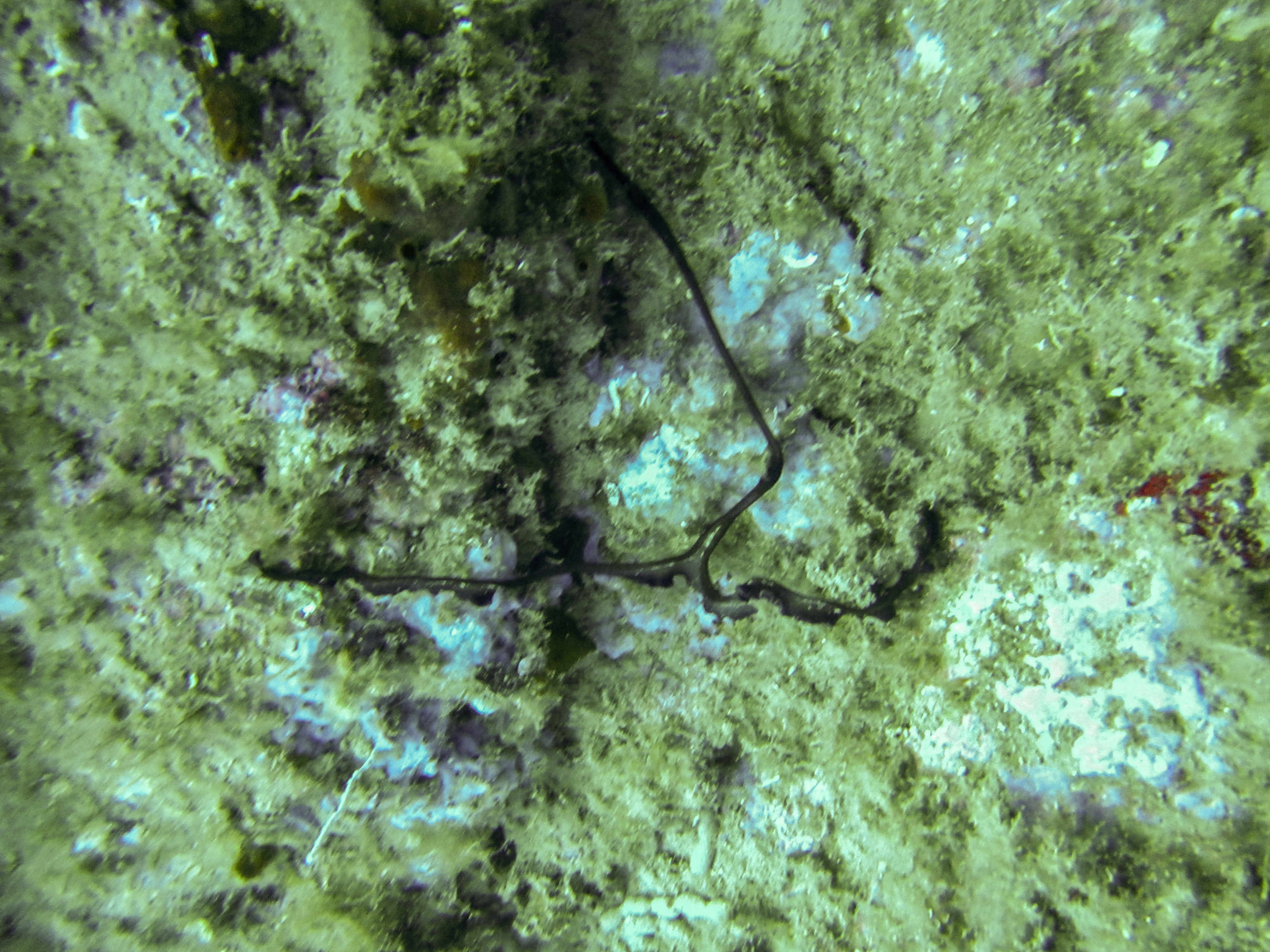
Weibchen von Bonellia viridis: Nur der grasende Rüssel mit Kopfgabel ist sichtbar, der Rumpf verborgen in einer Höhle.

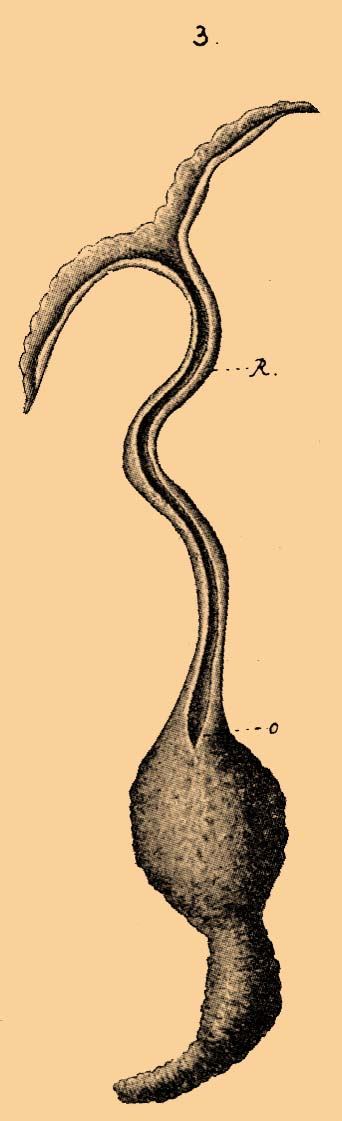
Weibchen von Bonellia viridis, R: Rüssel, o: Mund. Brockhaus-Efron, 1905.

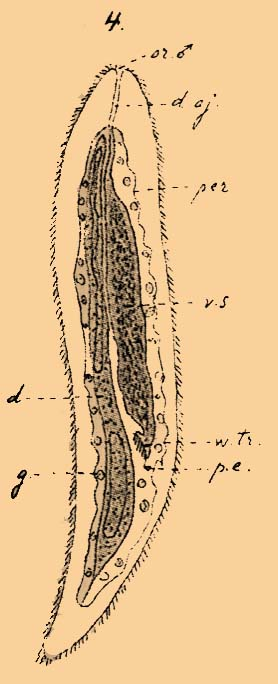
Zwergmännchen von Bonellia viridis, stark vergrößert. Brockhaus-Efron, 1905.

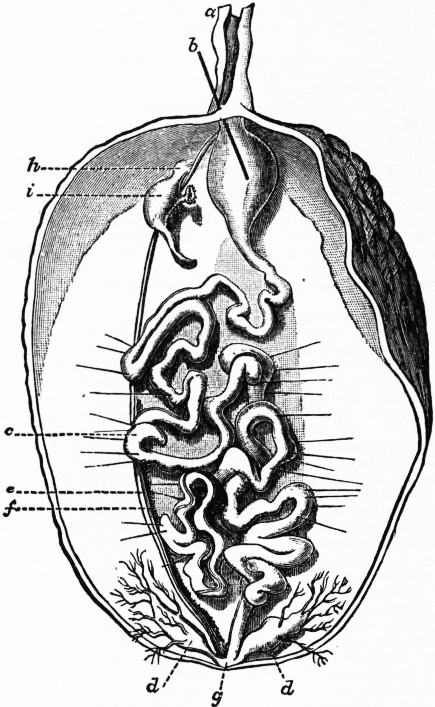
Innere Anatomie des Weibchens:
a, Rüssel (abgeschnitten).
b, Borste durch den Mund in den Pharynx.
c, Darm (aufgewickelt).
d, Gefäßbüschel am After.
e, Bauchseitiger Nervenstrang.
f, Eierstock, getragen von Bauchgefäß (parallel zu e verlaufend).
g, Position des Afters.
h, Position des Nierenausgangs.
i, Niere (Nephridium, Linie reicht nicht ganz zur inneren Öffnung derselben).

Der Grüne Igelwurm (Bonellia viridis) ist ein im Nordostatlantik und Mittelmeer lebender Vertreter der Igelwürmer (Echiura) aus der Familie Bonelliidae, der sich durch einen extremen Sexualdimorphismus und phänotypische Geschlechtsbestimmung auszeichnet: Die nur 1 bis 3 mm langen Männchen leben in den Eileitern des bis 15 cm langen grünen Weibchens, das aus einer solchen Larve entsteht, die selbst auf kein ausgewachsenes Weibchen als zukünftigen Sexpartner (Wirt) trifft.

## Merkmale
Der kugel- bis wurstförmige Körper des Weibchens von Bonellia viridis hat eine blass- bis dunkelgrüne Färbung und wird etwa 5 bis 15 cm lang. Vorn befindet sich ein zusammenziehbarer, muskulöser Rüssel, an dessen Vorderende ein gegabelter Kopflappen sitzt und der auf über einen Meter ausgefahren werden kann. Eine Wimpernrinne an der Unterseite des Rüssels befördert vom Kopflappen aufgenommene Nahrungspartikel zum Mund am Rumpf des Tieres. Es ist nur ein unpaares Nephridium vorhanden, das gleichzeitig als Eileiter dient.
Das grüne Porphyrin-Pigment Bonellin wird nach neueren Untersuchungen nicht durch Abbau des Chlorophylls aus den verzehrten Grünalgen gebildet, sondern vom Weibchen selbst aus Cobalamin produziert.
Das 1 bis 3 mm lange darmlose Zwergmännchen hat einen flachen, unpigmentierten und bewimperten Körper, der vor allem von den Hoden eingenommen wird. Es lebt – meist in größerer Anzahl von 20 bis zu 80 Individuen – in einer blasenförmigen Erweiterung im Eileiter des Weibchens.

## Verbreitung
Der Grüne Igelwurm ist im nordöstlichen Atlantischen Ozean einschließlich der Nordsee und im Mittelmeer zu finden. Außerdem lebt er im Roten Meer, vor der Küste von Java und im Korallenmeer, zum Beispiel im Great Barrier Reef vor der australischen Küste.

## Lebensraum und Lebensweise
Während die Männchen von Bonellia viridis verborgen in dem auch als Eileiter dienenden Nephridium des Weibchens leben, hält sich das Weibchen unter Kies, in Felsspalten oder verlassenen Höhlen anderer Meerestiere auf und vermeidet so das Tageslicht. Von hier aus streckt sie ihren Rüssel bis über einen Meter aus und weidet so mit der Kopfgabel Detritus und mikroskopische Algen, aber auch Kleinsttiere vom Meeresgrund ab. Die Nahrungspartikel werden über die Wimpernrinne an der Unterseite des Rüssels dem Mund zugeführt, verschluckt und im Darm des Weibchens verdaut. Die im Weibchen lebenden darmlosen Männchen werden ausschließlich durch Diffusion aus den Körpersäften des Weibchens ernährt.

## Bonellin als Antibiotikum
Das erwachsene Weibchen von Bonellia viridis erzeugt in seiner Haut das leuchtend grüne Pigment Bonellin, das vor allem im Rüssel in hoher Konzentration vorkommt und sowohl der Geschlechtsbestimmung als auch dem Schutz des Tieres dient. Es wirkt auf andere Organismen hoch toxisch, so dass es kleine Tiere lähmt und Bakterien abtötet. Deswegen werden Möglichkeiten der Anwendung als Antibiotikum und der Synthese erforscht.

## Lebenszyklus und Geschlechtsbestimmung
Der Grüne Igelwurm verbreitet sich durch geschlechtlich nicht differenzierte, frei schwimmende, als Zooplankton lebende Larven. Diejenigen Larven, die nicht auf ein erwachsenes Weibchen treffen, also auf unbesetztem Meeresboden landen, metamorphosieren selbst zu jungen Weibchen und wachsen über die Jahre zur weiblichen Geschlechtsreife heran. Die meisten Larven, die nicht von Feinden gefressen werden, kommen jedoch mit einem Weibchen in Kontakt, dessen Bonellin die Larven innerhalb weniger Tage zur Metamorphose in ein Zwergmännchen anregt, das sich am Weibchen festhält und von diesem ins Innere der Geschlechtsorgane aufgenommen wird, wo es im Genitalsack, einer Erweiterung des Eileiters, lebt. Die Eizellen gelangen vom Eierstock über die Leibeshöhle und den als Eitrichter dienenden Wimperntrichter (Nephrostom) in das gleichzeitig als Eileiter fungierende Nephridium, wo sie durch die verschiedenen Männchen befruchtet werden, so dass aus ihnen in der Regel Halbgeschwister mit unterschiedlichen Vätern hervorgehen. Die Entwicklung zu schwimmfähigen Larven erfolgt in einem zum Uterus erweiterten Abschnitt des Eileiters, so dass die Larven als schwimmfähiges Stadium nach außen gelangen und ihre Mutter verlassen. Jeweils etwa 70 % der Larven, die auf unbesiedelten Boden oder aber auf ein Weibchen treffen, metamorphosieren zu Weibchen beziehungsweise Männchen, während die meisten der übrigen jeweils etwa 30 % absterben.

## Erstbeschreibung
Die Gattung Bonellia und die Typusart mit dem bis heute gültigen Artnamen Bonellia viridis wurden vom italienischen Anatomen Luigi Rolando im Jahr 1822 in der Jahresausgabe 1821 der Memorie della Reale Accademia delle Scienze di Torino erstbeschrieben. Rolando ehrte hiermit den italienischen Zoologen Franco Andrea Bonelli (1784–1830) und nahm mit dem lateinischen Artepitheton viridis („grün“) auf die auffällige grüne Farbe dieses Igelwurms Bezug. 
Die Gattung Bonellia umfasst insgesamt neun Arten (Stand: 2018). Sie bildet mit der Gattung Ikeda eine gemeinsame Klade (systematisch auch als Unterordnung Bonelliida gefasst). Beide zeichnen sich durch den eigentümlichen Lebenszyklus mit Zwergmännchen aus.